# Дервента (Милићи)
Дервента је насељено мјесто у општини Милићи, Република Српска, БиХ. Према попису становништва из 2013. године, у насељу је живјело 256 становника.

## Географија
Налази се на око 400 метара надморске висине, површине 2,79 км2, удаљено око 7 км од општинског центра. Општина Милићи формирана је 1992, а дотад су сва њена насеља припадала општини Власеница. Дервента је сједиште истоимене мјесне заједнице. Збијеног је типа, а засеоци су Божићи, Дервента и Симићи. Смјештена је на десној обали ријеке Зелени Јадар, у коју се на подручју села уливају Буковачка и Кострачка ријека. Мањи дио насељеног мјеста Дервента који се налази на другој обали Зеленог Јадра, носи назив Иван поље. Брдовити терен дијелом је прекривен бјелогоричном шумом, а дијелом пашњацима са ниским растињем.
Мјештани се углавном баве пољопривредом. Основна школа (Имућни домаћин Неђо Цветковић је 1930-тих подизао школу и здравствену, као и цркву у оближњем насељу Глушац, на месту где су пронађени "остаци темеља средњовековне цркве".) отворена је 1938, а 2015. радила је као петогодишња, у саставу ОШ "Алекса Јакшић", Милићи. У селу постоје црква Црква Пресвете Тројице (Градња овог храма започела је 22. јуна 1989. године) и гробље. Фудбалски клуб "Бирач" основан је 1974. године. Дом културе подигнут је 1980, а пошта отворена 1982. године. Село Дервента добило је електричну енергију шездесетих, а телефонску мрежу осамдесетих година ХХ вијека. Од седамдесетих година мјештани су се снабдијевали водом из локалног водовода, а због повећаних потреба 2007. направљен је водозахват са извора Јама, који је на подручју села Жутица (општина Сребреница). Дио села уз ријеку Зелени Јадар (у народу познат као Иван поље), осамдесетих година је знатније насељен и добио је урбани изглед, са асфалтним улицама, јавном расвјетом и комуналном инфраструктуром. У Дервенти је 2014. радила продавница мјешовите робе и неколико мањих угоститељских објеката. Кроз село пролази регионални пут Милићи-Скелани.

## Историја
У Другом свјетском рату страдала су 43 цивила, један припадник Војске Краљевине Југославије и два борца Народноослободилачке војске Југославије, а у Одбрамбено-отаџбинском рату 1992-1995. пет бораца Војске Републике Српске. У центру села налази се спомен-костурница за српске војнике Шумадијског одреда Војске Краљевине Србије, који су погинули 1914, и спомен-чесма са спомен-плочама борцима Народноослободилачке војске Југославије и Војске Републике Српске, који су погинули на подручју села Дервента и у околини. У Милићима се налазе спомен-обиљежја за цијелу општину: погинулим борцима НОВЈ и цивилним жртвама Другог свјетског рата, погинулим борцима ВРС, подигнуто 2000. године, и спомен-соба погинулим борцима ВРС и цивилима у Храму Светог великомученика Димитрија.

## Становништво
Дервента је 1879. била општина, којој су припадала села: Бешићи, Буковица, Јеремићи, Копривно, Кострача, Назда, Нурићи, Помол, Тољевићи, Џиле и Штедра, са 150 домаћинстава и 1.095 становника (642 православца и 453 муслимана); 1910 - 1.594 становника; 1931 - 2.749; 1948. сједиште мјесног народног одбора - 2.484. Село је 1948. пописано као Божићи, са 30 домаћинстава и 152 становника; 1971. као Дервента - 255 становника; 1991 - 319 (305 Срба, четири Југословена, по један Муслиман и Хрват и осам из реда осталих); 2013 - 82 домаћинства и 256 становника (Срби). Породица Васиљевић слави Ђурђевдан; Војводић - Лучиндан; Дрмоњић - Савиндан; Ерић - Никољдан; Зекановић, Кандић - Јовањдан; Ивановић, Ковачевић, Симић - Лазареву суботу; Станишић, Перишић - Св. Игњатија.
| Демографија | Демографија | Демографија |
| Година      | Становника  | Становника  |
| ----------- | ----------- | ----------- |
| 1879.       | 1.095       |             |
| 1910.       | 1.594       |             |
| 1931.       | 2.749       |             |
| 1948.       | 152         |             |
| 1971.       | 255         |             |
| 1981.       | 249         |             |
| 1991.       | 319         |             |
| 2013.       | 256         |             |